# Фосилни птици в България
До края на 1980-те години фосилната и субфосилната фауна на птиците в България е почти напълно непроучена. Първите палеоорнитологични изследвания са на чуждестранни специалисти. За малко повече от 3 десетилетия изследванията в тази област извеждат страната на едно от челните места в Европа.

## Фосилни родове птици, описани от България
Към януари 2021 г. в България са открити и описани 5 нови за световната наука родове птици от находища с неогенска и кватернерна възраст – Balcanas (езерна патица) от ранен плиоцен от Дорково, Chauvireria (дребна фазанова птица от подсемейството на яребиците Perdicinae) от ранен плейстоцен от Вършец, Eremarida (чучулига) от късен миоцен от Храбърско, Euroceros (европейска рогата земна врана) от късен миоцен от Хаджидимово и Dobrosturnus (скорец) от среден миоцен от Кардам. От България са открити и описани и 35 вида фосилни птици.

## Фосилни видове птици, описани от България
Украинският палеозоолог проф. Николай Йосифович Бурчак-Абрамович описва Phalacrocorax serdicensis (сердикийски корморан) и Anser thraceiensis (тракийска гъска). Проф. Златозар Боев описва: Actitis balcanica (балкански късокрил кюкавец), Aquila kurochkini (орел на Курочкин), Alauda xerarvensis (сухополска чучулига), Balcanas pliocaenica (плиоценска езерна патица), Buteo spassovi (мишелов на Спасов), Chauvireria balcanica (балканска шовирерия), Chauvireria bulgarica (българска шовирерия), Circaetos rhodopensis (родопски орел змияр), Circaetos haemusensis (старопланински (хемуски) орел змияр), Coccothraustes balcanicus (балканска черешарка), Coccothraustes simeonovi (черешарка на Симеон Симеонов), Cygnus verae (лебед на Вера), Eremarida xerophila (сухолюбива чучулига), Eremophila prealpestris (предалпийска чучулига), Euroceros bulgaricus (българска европейска рогата земна врана), Falco bakalovi (сокол на Петър Бакалов), Falco bulgaricus (български сокол), Galerida bulgarica (българска качулата чучулига), Gallinula balcanica (балканска зеленоножка), Porzana botunensis (ботуненска (от р. Ботуня) пъструшка (пъстра водна кокошка), Geronticus balcanicus (балкански горски ибис), Gyps bochenskii (лешояд на Бохенски), Lagopus balcanicus (балканска тундрова яребица), Loxia patevi (кръсточовка на Павел Патев), Lullula balcanica (балканска горска чучулига), Lullula slivnicensis (сливнишка горска чучулига), Melanocorypha donchevi (дебелоклюна чучулига на Стефан Дончев), Melanocorypha serdicensis (сердикийска дебелоклюна чучулига), Regulus bulgaricus (българско кралче), Tetrao rhodopensis (родопски глухар), Phasianus bulgaricus (български фазан), Dobrosturnus kardamensis (кардамски добруджански скорец), Pica praepica (/евроазиатска/ предсварака).

## Фосилни подвидове птици, описани от България
Описан е и един субфосилен подвид – Fulica atra pontica (понтийска лиска) с ранно-холоценска възраст.

## Фосилни птици, описани по чуждестранни материали, установени в България
В днешните предели на България са установени и 6 вида птици, които са открити и описани в други страни – Struthio karatheodoris (щраус на Каратеодорис), Lagopus atavus (примитивна тундрова яребица), Tetrao partium (частичен тетрев), Pavo bravardi (паун на Бравард), Otis khosatzkii (дропла на Хозацки), Corvus praecorax (предгарван) и Apus baranensis (бараненски бързолет).
В България са установени, въз основа на фосилни и субфосилни останки, и над 1/4 от видовете от съвременната орнитофауна на страната. 